# Дан сигурнијег интернета
Дан сигурнијег интернета је међународни дан који се на иницијативу Европске комисије глобално обиљежава већ дуги низ година у циљу промовисања сигурног и одговорног кориштења интернета и других дигиталних технологија. Традиционално се одржава другог уторка у фебруару сваке године како би се подигла свест о сигурнијем и бољем интернету за све, а посебно за дјецу и младе.

## Историјат
Дан сигурнијег интернета покренут је као иницијатива пројекта EU SafeBorders 2004. године, а Европска мрежа за подизање свијести - Insafe га је и службено прихватила 2005. године.
Обиљежава се у више од 130 земаља свијета и представља заједничке напоре свих страна у раду на приближавању кибернетичке сигурности најмлађим и најрањивијим групама.

## Теме[2]
Сваке године Insafe настоји дотакнути проблеме који се тичу интернета те одабире најакуталнију тему. 
| Година | Теме |
| ------ | --- |
| 2025.  | Превише добро да би било истинито.                                                                                                  |
| 2024.  | Заједно за бољи интернет. |
| 2023.  | Заједно за бољи интернет. |
| 2022.  | Заједно за сигурнији интернет. |
| 2021.  | Заједно за бољи интернет. |
| 2020.  | Заједно за бољи интернет. |
| 2019.  | Заједно за бољи интернет. |
| 2018.  | Стварај, поштуј и повежи се: Бољи интернет почиње с тобом („Create, Connect and Share Respect: A better internet starts with you“). |
| 2017.  | Уједињени за бољи интернет („Be the change: unite for a better internet“).                                                          |
| 2016.  | Дај свој допринос за бољи интернет („Play your part for a better internet“).                                                        |
| 2015.  | Створимо бољи интернет заједно („Let`s create a better internet together“).                                                         |
| 2014.  | Створимо бољи интернет заједно („Let`s create a better internet together“).                                                         |
| 2013.  | Повежи се с поштовањем („Connect with Respect“).                                                                                    |
| 2012.  | Заједно откријте дигитални свијет...сигурно! („Discover the digital world together…safely!“).                                       |
| 2011.  | То је више од игре, то је твој живот („Internet, it’s more than a game, it’s your life!“).                                          |